# 東アジアサッカー連盟
東アジアサッカー連盟（ひがしアジアサッカーれんめい、英語: East Asian Football Federation、略称EAFF）は、東アジアのサッカーの地域連盟である。事務局は東京都文京区のトヨタ東京ビルにある。地域内の積極的な交流を図り結束を深めることにより、域内のサッカーを発展させるとともにサッカーを通じた平和への貢献を目的として、2002年5月28日に設立された。

## 背景
アジアサッカー連盟（AFC）における東アジア各国の地位や発言力は、西アジアと比べ低かった。そうした状況を打開しようという意向もあり、東アジアサッカー連盟（以下EAFFと略）は西アジアサッカー連盟などのようにAFCの下部組織ではなく、欧州サッカー連盟（UEFA）のような国際サッカー連盟（FIFA）直属の独立した組織という形態をとっている。

## 歴史
それまで、東アジアのサッカーレベル向上のために開催されてきた東アジアの代表の大会ダイナスティカップがマルボロなどのスポンサー撤退により、休止に追い込まれた。そこで、川淵三郎日本サッカー協会 (JFA) 副会長（当時）らJFA関係者が韓国サッカー協会や中国サッカー協会に、東アジアサッカーの競技水準向上の為に、新たに東アジアの代表およびクラブ（ただし、実力、規模ともに東アジアで抜きん出ている日本と韓国と中国の3か国のクラブに限る）の大会を開催すること、そしてその大会を行うための機関を設立することを提案した。
2002年5月28日、韓国首都ソウルのウェスティン朝鮮ホテルに北朝鮮を除く東アジア地域の8協会（中国、台湾、グアム、香港、日本、韓国、マカオ、モンゴル）が集まり、東アジアサッカー連盟（EAFF）を設立し、8協会とも同時に加盟した。初代EAFF会長には、日本サッカー協会会長（当時）の岡野俊一郎が就任した。なお、北朝鮮は同年8月13日のEAFF臨時総会で加盟を認められた（正式加盟日は北朝鮮が加盟申請書を提出した日）。
翌年の2003年から当初の構想通り、東アジアの代表の大会として東アジアサッカー選手権（第1回大会の予選大会は2003年2月22日 - 3月2日、決勝大会は同年12月4日 - 10日に実施）、東アジアの日本と韓国と中国のクラブの大会としてA3チャンピオンズカップ（第1回大会は2003年2月16日 - 22日に実施）を開催した。
2002-03年度にアジアクラブ選手権とアジアカップウィナーズカップとアジアスーパーカップが統合されスタートしたAFCチャンピオンズリーグ (ACL)が、徐々に発展。2005年からクラブW杯にACL王者が出場できることになると、ACLの日程と重なるA3チャンピオンズカップの意義が問われるようになった。2008年、韓国で開催されるはずだったA3チャンピオンズカップは中止され以降、現在も事実上の休眠状態である。
2005年の東アジア選手権韓国大会では、女子部門の東アジア女子サッカー大会（英: EAFF Women's Cup）が設けられ、男子と女子の合計勝点で争う男女総合優勝の表彰が行われたが、2008年の東アジア選手権中国大会からは、女子大会も東アジア女子サッカー選手権（英: EAFF Women's Championship）となり、男女とも予選大会を行うようになった。
2006年12月17日に、北マリアナ諸島サッカー協会が、EAFF準加盟協会として承認され、2008年9月に正加盟協会となった。準加盟協会は、総会における投票権は有しないが、その他は加盟協会と同様の権利をもつ。EAFF準加盟当時の北マリアナ諸島はオセアニアサッカー連盟（OFC）の準会員でもあった。その後、北マリアナ諸島は2009年7月にアジアサッカー連盟（AFC）に準加盟が認められたが、国際サッカー連盟（FIFA）には未加盟である。
2010年10月20日の第32回EAFF理事会で、2011年1月開催のAFC選挙には、FIFA副会長に韓国の鄭夢準、FIFA理事に中国の張吉龍と日本の田嶋幸三、AFC理事にグアムのリチャード・ライをEAFFとして推薦することを決めたが､2011年1月のカタールのAFC総会でBUYANNEMEKH Ganboldモンゴルサッカー連盟会長がEAFFの決議を無視してAFC執行委員に当選した。この事態に、EAFFは2011年3月19日の第33回EAFF理事会及び第6回EAFF総会で、モンゴルサッカー連盟に対し、2014年3月のEAFF総会までの3年間のEAFF資格停止処分を下した。
2012年4月11日の第35回EAFF理事会で、東アジア選手権から男子大会は東アジアカップ（英: EAFF East Asian Cup）、女子大会は女子東アジアカップ（英: EAFF Women’s East Asian Cup）に大会名称が変更された。また、同時に、韓国で2013年に開催される東アジアカップからオーストラリアの男女代表とも同大会からゲスト参加(連盟に加盟するのではなく、大会のみ参加)する方向で検討中と同理事会で発表され、同年8月30日に正式に決定した。オーストラリアは男女代表とも、2012年の東アジアカップ予選大会に出場した。オーストラリア男子代表は香港で同年12月1日から9日に開催される予選第2ラウンドから参加し、予選を突破し、本大会出場を決めた。オーストラリア女子代表は中国で同年11月20日から24日に開催される予選から参加したが、予選で敗退した。
2016年の第50回EAFF理事会で、東アジアカップから男子大会はEAFF E-1サッカー選手権（英: EAFF E-1 Football Championship）に大会名称が変更された。

## 加盟協会
2023年1月現在、10の国および地域が加盟している。
| 協会                   | 代表      | 創設 | EAFF 加盟 |
| ---------------------- | --------- | ---- | --------- |
| 日本                   | 男子/女子 | 1921 | 2002      |
| 中国                   | 男子/女子 | 1924 | 2002      |
| 韓国                   | 男子/女子 | 1928 | 2002      |
| モンゴル               | 男子      | 1959 | 2002      |
| 北朝鮮                 | 男子/女子 | 1945 | 2002      |
| 香港                   | 男子/女子 | 1914 | 2002      |
| マカオ                 | 男子      | 1939 | 2002      |
| グアム                 | 男子/女子 | 1975 | 2002      |
| チャイニーズ・タイペイ | 男子/女子 | 1924 | 2002      |
| 北マリアナ諸島         | 男子/女子 | 2005 | 2008      |

## 大会一覧
- EAFF E-1サッカー選手権（男子・女子）
- EAFFフットサル選手権（AFCフットサル選手権予選イーストゾーンを兼ねる）
- EAFF U-15選手権（男・女）[16]

### 大会結果
| 大会                              | シーズン         | 優勝                    | 詳細             | 準優勝           | シーズン         |                  |                  |
| ナショナルチーム                  | ナショナルチーム | ナショナルチーム        | ナショナルチーム | ナショナルチーム | ナショナルチーム | ナショナルチーム | ナショナルチーム |
| --------------------------------- | ---------------- | ----------------------- | ---------------- | ---------------- | ---------------- | ---------------- | ---------------- |
| AFF–EAFF チャンピオンズトロフィー | 2022年           | 中止                    | 中止             | 中止             | 未定             |                  |                  |
| ナショナルチーム                  |                  |                         |                  |                  |                  |                  |                  |
| EAFF E-1 選手権                   | 2022年           | 日本（2回目）           | RR               | 韓国             | 2024年           |                  |                  |
| EAFF U15選手権                    | 2023年           | 中華人民共和国（1回目） | 決勝             | 日本             | 未定             |                  |                  |
| 東アジアユースゲームズ            | 2019年           |                         | 決勝             |                  | 2023年           |                  |                  |
| EAFF フットサル選手権             | 2022年           |                         | 決勝             |                  | 2024年           |                  |                  |
| 女子ナショナルチーム              |                  |                         |                  |                  |                  |                  |                  |
| EAFF E-1選手権                    | 2022年           | 日本（4回目）           | RR               | 中華人民共和国   | 2024年           |                  |                  |
| 東アジアユースゲームズ            | 2019年           |                         | 決勝             |                  | 2023年           |                  |                  |

## 歴代会長
- 岡野俊一郎 2002 - 2006
- 鄭夢準 2006
- 謝亜龍 2006 - 2008
- 小倉純二 2008 - 2011
- 趙重衍（朝鮮語版） 2011 - 2013
- 鄭夢奎 2013.3 - 2014.3
- 張剣 2014.4 - 2016.3
- 田嶋幸三 2016.4 - 2018.3
- 鄭夢奎 2018.4 - 2021
- 杜兆才（英語版） 2022 - 2023.10
- 田嶋幸三 2023.11 - 2026.3

## スポンサー
| オフィシャルスポンサー       |
| ---------------------------- |
| アイフル                     |
| Brave (ウェブブラウザ)       |
| ラリージャパン               |
| パラダイムシフトIDNet work's |
| クレディセゾン               |
| エスビー食品                 |
| sfida                        |

### 電通との関係
電通は2016年から2021年までの東アジアサッカー連盟（EAFF）主催の全ての大会の、全世界のマーケティング権および放送権（インターネット含む）を継続して取得している。2003年の初回大会からEAFF主催大会のマーケティング権および放送権を取得しており、3度目の更新である（過去2回の契約は、2003年～2008年および2009年～2015年）。